# Bao Guio Wong Bik Yiu
Bao Guio Wong Bik Yiu ist eine Tischtennisspielerin aus Hongkong, die in den 1950er-Jahren fünf Titel bei den Asienmeisterschaften gewann.

## Werdegang
Hongkong nahm an den Weltmeisterschaften 1952 und 1956 teil, wo sie mit der Mannschaft aus Hongkong die Plätze 6 und 7 belegte sowie 1952 im Doppel und 1956 im Einzel das Viertelfinale erreichte. Viermal nahm sie an den Asienmeisterschaften teil. Dabei wurde sie 1952 und 1954 Erster im Teamwettbewerb. 1954 siegte sie zudem im Einzel und im Doppel mit Lau Wai Lim  sowie 1957 im Mixed mit Suh Sui Cho. 1952 scheiterte sie in allen drei Individualwettbewerben erst im Endspiel.

## Turnierergebnisse
| Verband | Turnier                 | Jahr | Ort      | Land | Einzel        | Doppel        | Mixed         | Team |
| ------- | ----------------------- | ---- | -------- | ---- | ------------- | ------------- | ------------- | ---- |
| HKG     | Asienmeisterschaft TTFA | 1957 | Manila   | PHI  |               |               | Gold          |      |
| HKG     | Asienmeisterschaft TTFA | 1954 | Singapur | SIN  | Gold          | Gold          |               | 1    |
| HKG     | Asienmeisterschaft TTFA | 1953 | Tokio    | JPN  | letzte 16     | Viertelfinale | Viertelfinale |      |
| HKG     | Asienmeisterschaft TTFA | 1952 | Singapur | SIN  | Silber        | Silber        | Silber        | 1    |
| HKG     | Asienspiele             | 1966 | Bangkok  | THA  | Viertelfinale |               |               |      |
| HKG     | Asienspiele             | 1962 | Jakarta  | INA  | 5             | 6             |               | 2    |
| HKG     | Asienspiele             | 1958 | Tokio    | JPN  |               | Silber        |               |      |
| HKG     | Weltmeisterschaft       | 1956 | Tokio    | JPN  | Viertelfinale | letzte 16     | Rd of 64      | 7    |
| HKG     | Weltmeisterschaft       | 1952 | Bombay   | IND  | letzte 32     | Viertelfinale | letzte 16     | 6    |